# Lilla Kroksjön (Bergums socken, Västergötland)
Lilla Kroksjön är en sjö i Göteborgs kommun i Västergötland och ingår i Göta älvs huvudavrinningsområde. Sjön är 5,5 meter djup, har en yta på 0,0779 kvadratkilometer och är belägen 112,3 meter över havet. Lilla Kroksjön ligger i Vättlefjäll Natura 2000-område.

## Delavrinningsområde
Lilla Kroksjön ingår i det delavrinningsområde (641634-128029) som SMHI kallar för Mynnar i Lärjeån. Medelhöjden är 106 meter över havet och ytan är 10,12 kvadratkilometer. Det finns inga avrinningsområden uppströms utan avrinningsområdet är högsta punkten. Vattendraget som avvattnar avrinningsområdet har biflödesordning 3, vilket innebär att vattnet flödar genom totalt 3 vattendrag innan det når havet efter 25 kilometer. Avrinningsområdet består mestadels av skog (77 procent) och jordbruk (11 procent). Avrinningsområdet har 0,68 kvadratkilometer vattenytor vilket ger det en sjöprocent på 6,7 procent.

## Bilder

Lilla Kroksjön
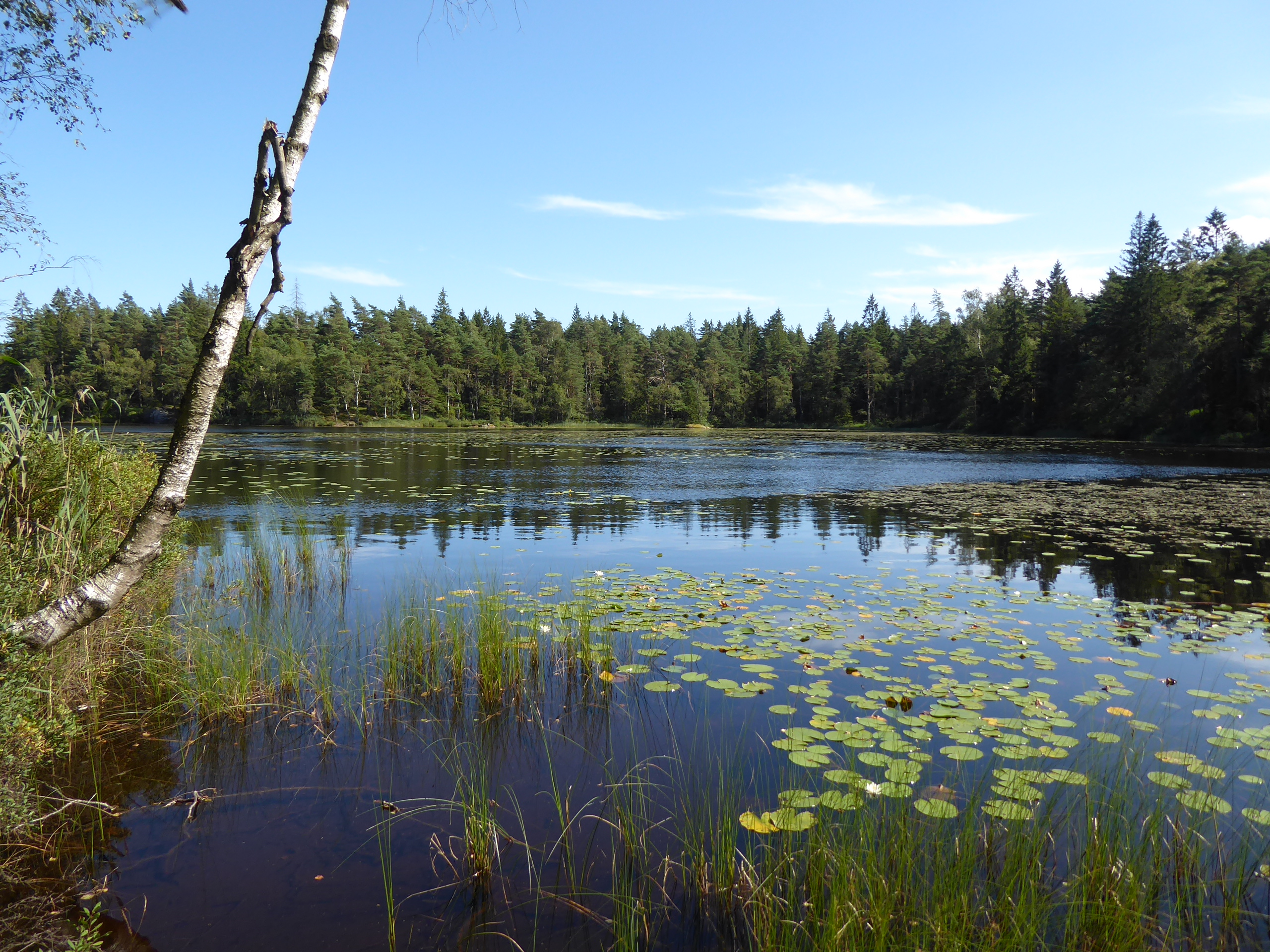
Likka Kroksjön västerifrån i juli 2024.
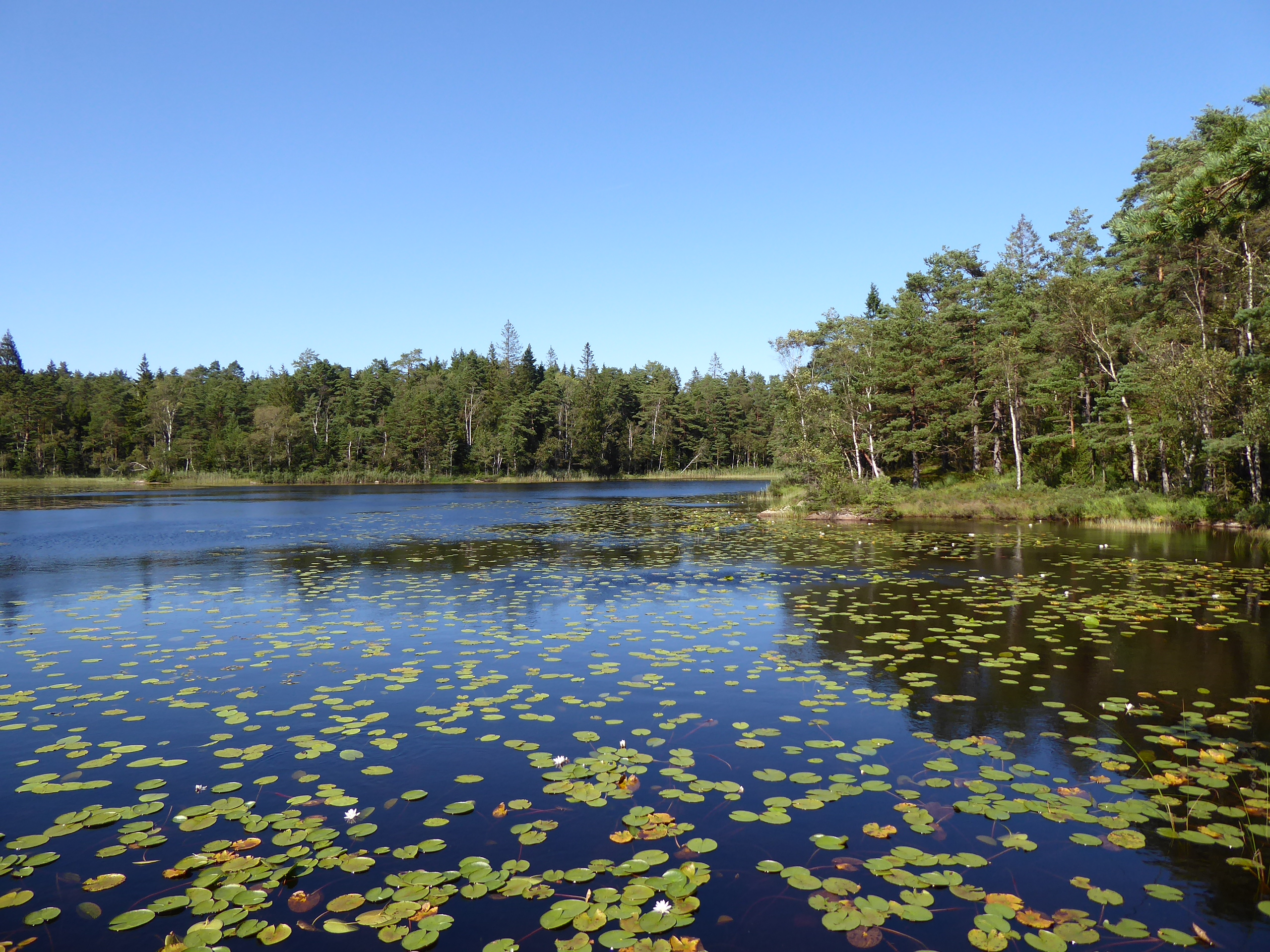
Vik i sydväst i juli 2024.
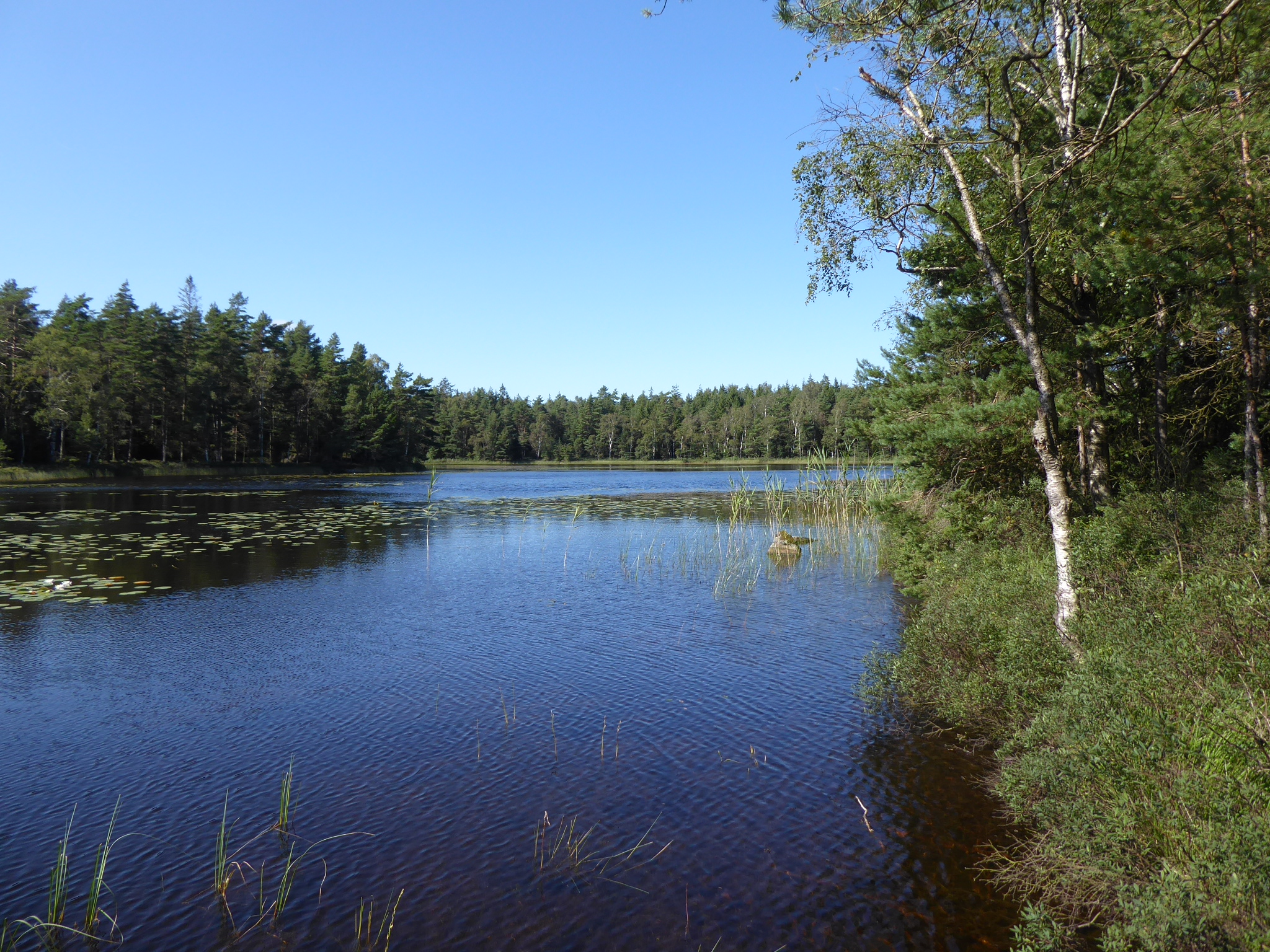
Lilla Kroksjöns östra strand i juli 2024.